# Josef Anton Berchtold

Josef Anton Berchtold

Joseph Anton Berchtold (* 27. Juni 1780 in Greich oder Möril bei Brig; † 9. März 1859 in Sitten) war ein Schweizer katholischer Geistlicher und Geodät.

## Leben
Er war Sohn des Landwirtes Peter Berchtold. Nach dem Besuch des Kollegiums in Brig wurde er am Priesterseminar in Sitten ausgebildet. Zwischen 1803 und 1816 war er Pfarrer in Leukerbad. Er war zudem von 1807 bis 1811 Direktor des Priesterseminars in Sitten. Im Jahr 1808 wurde er Titulardomherr und 1816 ordentlicher Kapitular. Zwischen 1816 und 1826 amtierte er als Pönitentiar. Danach war Berchtold von 1830 bis zu seinem Tod Kirchenanwalt im Unterwallis. Ausserdem war er ab 1837 auch Dekan der Basilique de Valère. Im Jahr 1840 liess er das Bischofshaus von Sitten bauen, welches 1982 renoviert wurde.
Er hat sich als Gründer der Volksschulen in Sitten und Leukerbad verdient gemacht. Ausserdem war er mitbeteiligt am Schulgesetz von 1827. Er hat auch die Schaffung einer Versicherungsgesellschaft und 1853 eines Schuldentilgungsfonds initiiert.
Wichtig war er auch für die Landvermessung des Wallis. Zunächst noch ohne Auftrag, begann er 1829 mit der Triangulation der Region. Ab 1834 war er im staatlichen Auftrag tätig. Seine Arbeit war eine Grundlage für die Topographische Karte der Schweiz.
Des Weiteren organisierte er Hilfsmassnahmen, etwa anlässlich der Überschwemmung durch die Rhone im Jahr 1839 und bei verschiedenen Bränden. Er war auch als Autor geistlicher und naturwissenschaftlicher Werke tätig.